# Clever fit
Die clever fit GmbH ist eine Franchise-Fitnesskette mit Fitnessstudios in Deutschland, Österreich, Schweiz, den Niederlanden, Slowenien, Kroatien, Rumänien und Tschechien. In Deutschland zählt clever fit zu den standortstärksten Fitnessstudioketten und als einer der Wegbereiter im Discount-Fitness-Markt. Der Hauptsitz des Unternehmens ist im oberbayerischen Landsberg am Lech.

## Geschichte
2004 startete in München ein Pilotstudio. Nach einer Testphase gründete Geschäftsführer Alfred Enzensberger 2007 die Clever fit GmbH als Franchisekonzept. 2009 folgte die Eintragung zur Wort-Bild-Marke. 2012 öffnete das 100. Studio. Seit 2010 ist Clever fit Vollmitglied im Deutschen Franchise-Verband. Mittlerweile gehören über 500 Anlagen zur Marke.

## Kritik
Sowohl in Deutschland als auch in Österreich hat Clever fit in den letzten Jahren mehrere Niederlagen bei Rechtsstreitigkeiten bezüglich Wettbewerbsverstößen und aggressiven geschäftlichen Handlungen erlitten. So klagte etwa der Verbraucherzentrale Bundesverband vor dem Landgericht Augsburg aufgrund unzulässiger Preiserhöhungen und die Arbeiterkammer Österreich vor dem Obersten Gerichtshof wegen unzulässiger Servicepauschalen und Chipgebühren.